# Жигон
Жигон (словен. Žigon) је насељено место у општини Лашко, Савињска регија, Словенија.

## Историја
До територијалне реорганизације у Словенији био је у саставу старе општине Лашко.

## Становништво
У попису становништва из 2011. године, Жигон је имао 106 становника.
| Број становника према пописима | Број становника према пописима | Број становника према пописима |
| ------------------------------ | ------------------------------ | ------------------------------ |
| 1991                           | 2002                           | 2011                           |
| 99                             | 121                            | 106                            |

Напомена: Године 2007. и 2011. извршене су мање размене територија између насеља Врх над Лашким и Жигон.